# Andhra Pradesh
Andhra Pradesh (Telugu: ఆంధ్ర ప్రదేశ్; afgekort tot AP) is een deelstaat van India. Naar inwoneraantal is het met 49.386.799 inwoners de tiende staat van het land. De (voorlopige) hoofdsteden zijn de metropool Haiderabad en de nieuw ontwikkelde stad Amaravati. De sinds 1956 geldende status van Haiderabad als hoofdstad deelt Andhra Pradesh sinds 2014 met de afgesplitste regio Telangana, dat sindsdien een zelfstandige deelstaat vormt. Door deze afsplitsing heeft Andhra Pradesh ongeveer 35 miljoen inwoners minder dan voorheen.

## Geschiedenis
De volkeren van de streek worden het eerst genoemd in inscripties uitgebeiteld ter gelegenheid van het overlijden van Mauryakeizer Ashoka in 232 v.Chr.. Nadien heersten verscheidene dynastieën over het gebied zoals de Satavahana's, de Ikshvaka's, de Oostelijke Chalukya's en de Kakatiya's. De diamantmijnen namen een belangrijke plaats in de economie in.
De islam arriveerde in de 14e eeuw, tijdens veldtochten die de sultans van Delhi naar het zuiden van India ondernamen. Warangal, de hoofdstad van de Kakatiya's, werd in 1309 en 1323 geplunderd. De legers keerden met een enorme oorlogsbuit van olifanten, goud en edelstenen (waaronder de Koh-i-Noordiamant) terug naar het noorden. De islamitische sultans van Delhi en -na 1347- de Bahmanidensultans van Gulbarga, werden door lokale hindoeïstische heersers van Andhra als hun superieur erkend.
In 1518 werd het sultanaat Golkonda gesticht, dat anderhalve eeuw de regio zou domineren. De heersers, de Qutb Shahi's, regeerden vanuit de stad Golkonda. Het waren verlichte moslims die hun onderdanen vrij lieten hun religie uit te oefenen. Deze dynastie kwam ten einde in 1687, toen het sultanaat Golkonda door de Mogolkeizer Aurangzeb aan diens rijk werd toegevoegd. Net als de sultans van Delhi slaagden ook de Mogols er echter niet in blijvende macht op het zuiden van India uit te oefenen. Al aan het begin van de 18e eeuw werden de nizams (vorsten) van Haiderabad onafhankelijk. Haiderabad was de nieuwe hoofdstad, 11 km buiten Golkonda. In de 18e eeuw kochten de Britten eerst de kuststreek van de nizams (de provincie Masra) en vervolgens het hele huidige Andhra Pradesh.
Tegen het einde van de 19e eeuw en het begin van de 20e eeuw waren de "Andhra's" in de voorhoede van de nationalistische beweging, die tot de onafhankelijkheid zou leiden. Hun eis een aparte staat te stichten voor de sprekers van Telugu leidt op 1 oktober 1953 tot de stichting van een aparte staat Andhra, uit gebied dat voorheen bij de staat Madras behoorde. De hoofdstad werd Kurnool.
Op 1 november 1956 werd Andhra uitgebreid met Telangana, het Telugu sprekende deel van de voormalige staat Haiderabad. De nieuwe staat kreeg de naam Andhra Pradesh en Haiderabad werd de nieuwe hoofdstad. Sindsdien ijverden meerdere groeperingen in Telangana voor een aparte staat Telangana, die op 2 juni 2014 een feit werd.

## Geografie
Andhra Pradesh wordt in het zuiden begrensd door Tamil Nadu, in het westen door Karnataka, in het noordwesten door Telangana, in het noordoosten door Chhattisgarh en Odisha en in het oosten door de Golf van Bengalen. Aan de delta van de Godavari grenst de deelstaat bovendien aan de kleine enclave Yanam, een district van het unieterritorium Puducherry.
De deelstaat kan worden verdeeld in twee geografische (niet-bestuurlijke) regio's: Rayalaseema in het zuidwesten en het kustgebied Kosta. De twee belangrijke rivieren zijn de Godavari en de Krishna, die beiden van groot belang zijn voor Andhra Pradesh. Ten zuiden van de Krishna begint de Kust van Coromandel.
Met de afsplitsing van de regio Telangana in 2014 kromp Andhra Pradesh aanzienlijk, zowel in oppervlakte als inwoneraantal. Bovendien moest de deelstaat op zoek naar een nieuwe hoofdstad, aangezien Haiderabad, dat tot dan toe als hoofdstad en grootste stad gediend had, voortaan onder de deelstaat Telangana kwam te vallen. Overeengekomen werd dat Haiderabad als overgangsregeling tien jaar lang de gedeelde hoofdstad zou zijn van zowel Andhra Pradesh als Telangana. De plaats Amaravati, gelegen aan de Krishna in het geografische midden van Andhra Pradesh, werd ontwikkeld tot nieuwe hoofdstad.
Sinds het verlies van Haiderabad is Visakhapatnam, de zeehaven van Andhra Pradesh, de grootste stad in de deelstaat. Andere grote steden zijn onder meer Vijayawada en Guntur.

## Bevolking
Volgens de volkstelling van 2011 telde de staat Andhra Pradesh 49.386.799 inwoners, waarvan 14.610.410 in steden en 34.776.389 op het platteland. De urbanisatiegraad is laag en bedraagt 29,60%, variërend van 16,2% in Srikakulam tot 47,5% in Visakhapatnam. De bevolking is tussen de volkstellingen van 2001 en 2011 met 10,98 procent toegenomen. 

### Talen
In Andhra Pradesh is Telugu de primaire officiële taal. In de deelstaat bevindt zich een belangrijke islamitische minderheid die Urdu spreekt (voornamelijk in Haiderabad). Het Urdu fungeert dan ook als de secundaire officiële taal.

### Religie
Volgens de volkstelling van 2011 is het hindoeïsme de grootste religie in de staat Andhra Pradesh. Het hindoeïsme wordt beleden door 88,46% van de bevolking van Andhra Pradesh. In alle 23 districten is het hindoeïsme de grootste religie. De islam (9,56%) en het christendom (1,34%) zijn de grootste minderheidsreligies.

## Bestuurlijke indeling
Andhra Pradesh bestaat uit 26 districten, zie lijst van districten van Andhra Pradesh.
|  | 1. Alluri Sitharama Raju 2. Anakapalli 3. Anantapur 4. Annamayya 5. Bapatla 6. Chittoor 7. Eluru 8. Guntur 9. Kadapa |  | 1. Kakinada 2. Konaseema 3. Krishna 4. Kurnool 5. Nandyal 6. Nellore 7. NTR 8. Oost-Godavari 9. Palnadu |  | 1. Parvathipuram Manyam 2. Prakasam 3. Srikakulam 4. Sri Sathya Sai 5. Tirupati 6. Visakhapatnam 7. Vizianagaram 8. West-Godavari |

## Politiek en overheid
Andhra Pradesh is een van de zes Indiase deelstaten waar het parlement een tweekamerstelsel hanteert. Deze bestaat uit de Vidhan Sabha, die de taak van het Lagerhuis vervult, en de Vidhan Parishad, die van het hogerhuis.
Andhra Pradesh heeft 36 afgevaardigden in het federale parlement: 25 in de Lok Sabha (lagerhuis) en 11 in de Rajya Sabha (hogerhuis).
De deelstaat werd lange tijd vooral gedomineerd door de Congrespartij (INC) en de regionale Telugu Desampartij (TDP). Tot 1983 was het INC onafgebroken aan de macht geweest, maar werd dat jaar door de TDP verslagen. In 1989 werd het INC echter opnieuw de grootste partij, waarna de macht tussen 1994 en 2004 wederom in handen was van de TDP. In 2004 behaalde het INC weer een grote meerderheid en kon deze vijf jaar later, ondanks grote winst van de TDP, behouden. Yeduguri Sandinti Rajasekhara Reddy werd hiermee herkozen voor een tweede termijn als chief minister, maar kwam in september 2009 om het leven bij een helikopterongeluk. Zijn zoon, Y. S. Jaganmohan Reddy, scheidde zich na onvrede met het INC af om samen met sympathisanten de regionale Yuvajana Sramika Rythu (YSR) Congrespartij te creëren. Deze werd bij de verkiezingen van 2014 de tweede partij van Andhra Pradesh, terwijl het INC een historisch verlies leed en geen enkele zetel nog wist te bemachtigen. De YSR Congrespartij groeide in 2019 fors door en werd met overmacht de grootste partij, ten koste van de TDP.

### Huidige zetelverdeling
De zetelverdeling van het 175 zetels tellende parlement van Andhra Pradesh is sinds april 2019:
| Partij                                                 | Zetels | Verschil met 2014 |
| ------------------------------------------------------ | ------ | ----------------- |
| YSR Congrespartij                                      | 151    | +84               |
| Telugu Desampartij (TDP)                               | 23     | -79               |
| Jana Sena-partij (JSP)                                 | 1      | +1                |
| Bharatiya Janata-partij (BJP)                          | 0      | -4                |
| Congrespartij (INC)                                    | 0      | –                 |
| Bahujan Samajpartij (BSP)                              | 0      | –                 |
| Communistische Partij van India (CPI)                  | 0      | –                 |
| Communistische Partij van India (Marxistisch) (CPI(M)) | 0      | –                 |
| Onafhankelijke kandidaten                              | 0      | -2                |
| Blanco                                                 | 0      | –                 |

### Gouverneur
De gouverneur is hoofd van de deelstaat en wordt voor een termijn van vijf jaar aangewezen door de president. De rol van de gouverneur is hoofdzakelijk ceremonieel en de echte uitvoerende macht ligt bij de ministerraad, met aan het hoofd de chief minister.

## Cultuur
De staat heeft een rijk cultureel erfdeel. Veel grote componisten van carnatische muziek zoals Annamacharya, Tyagaraja en vele anderen verkiezen Telugu als taal voor hun zangstukken.
Nannayya, Tikkana en Yerrapragada is het driemanschap dat het grote epos van de Mahabharata in Telugu vertaald heeft. Onder de moderne schrijvers rekent men Sri Viswanatha Satyanarayana en Dr. C. Narayana Reddy, laureaten van de Jnanpeeth prijs. Kuchipudi is de klassieke dansvorm van de staat.
De laatste veertig jaar hebben de Andhras zich tot ware filmfanaten ontwikkeld. Er worden zo'n 200 speelfilms per jaar gemaakt in deze staat. Zo kan Andhra Pradesh bogen op een rijke filmtraditie die echter in de rest van India nauwelijks de aandacht trekt.
Andhra Pradesh heeft verscheidene musea. In Haiderabad bevinden zich onder meer het Museum van Salar Jung (met een rijke verzameling beeldhouwwerken, schilderijen en religieuze voorwerpen) en het Archeologisch Museum, waar men Boeddhistische en hindoeïstische standbeelden en andere oudheden aantreft.

## Economie
Landbouw is de belangrijkste bron van inkomsten van de staat. Rijst, tabak, katoen, pepers en suikerriet zijn de belangrijkste gewassen. Andhra Pradesh beschikt echter in groeiende mate ook over informatietechnologie en biotechnologie. Op het schiereiland Sriharikota aan de Golf van Bengalen is de ruimtevaartbasis Satish Dhawan Space Centre gevestigd.

## Toerisme
In Andhra Pradesh bevinden zich, net als in andere delen van India, vele heilige plaatsen, zoals Tirupati, Srisailam en Puttaparthi. De rijkste tempel in de wereld Tirumala Tirupati Devasthanam, die jaarlijks door honderdduizenden bedevaartgangers bezocht wordt, bevindt zich in Tirupati.